# نری متیلول پروپان
تری متیلول پروپان (به انگلیسی: Trimethylolpropane) با فرمول شیمیایی C6H14O3 یک ترکیب شیمیایی است. که جرم مولی آن ۱۳۴٫۱۷ گرم بر مول می‌باشد.